# Acervo da Obra Musical e Pictórica do Maestro Cláudio Santoro
O acervo da obra musical e pictórica do maestro Cláudio Santoro é patrimônio imaterial tombado pelo governo do Distrito Federal desde 2009. É composto por mais de 400 obras musicais, divididas entre partituras, quadros, correspondências, publicações e prêmios.
Entre as diversas obras de canções eruditas contemporâneas do maestro Cláudio Santoro, constam uma ópera, catorze sinfonias, obras para instrumento solo, para o cinema e composições eletroacústicas.

## Contexto

### A única ópera
A única ópera criada por Santoro, denominada "Alma", composta em 1984, foi inspirada na primeira parte da trilogia "Os Condenados", de Oswald de Andrade, uma estória que se passa em São Paulo na década de 1920 e retrata o dilema da paixão não correspondida que o escritor João do Carmo sentia por Alma, moça de vinte anos que preferiu se relacionar com Mauro, um cafetão que a agredia e a obrigava a se prostituir em cabarés.
Tal ópera contém quatro atos e dura duas horas e trinta minutos, contando com um intervalo de vinte minutos. Essa obra já foi apresentada em duas versões, sendo a primeira em 1998 no segundo Festival Amazonas de Ópera e a segunda em 2019, ano do centenário do maestro, na vigésima segunda edição do mesmo festival.

### Sinfonias, quartetos e sonatas
Por outro lado, em se tratando de sinfonia, o artista compôs catorze obras. A primeira delas é datada de 1941 e tem característica dodecafônica. As sinfonias posteriores tem aspecto mais simples e lírico, porém não abandonam totalmente o dodecafonismo.
Entretanto, as sinfonias não foram suas primeiras obras, pois o maestro amazonense, natural da capital, Manaus, já havia iniciado suas composições ainda bem jovem, aos dezenove anos de idade, quando incentivado por Nadile de Barros, sua professora no Conservatório de Música do Distrito Federal, compôs um quarteto para cordas, uma sonata para violino e piano e várias peças que, inclusive, foram elogiadas pelo professor e renomado compositor Francisco Braga.

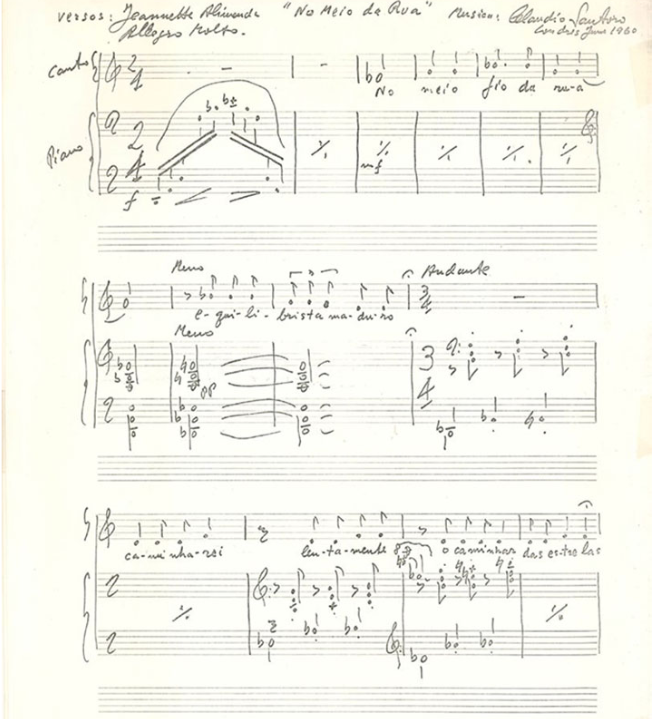
Manuscrito da canção "No Meio da Rua", de Cláudio Santoro.

A "Sonata para Violino e Piano n° 1", de 1940, apresenta uma inclinação espontânea para o uso de séries e também conta com características da técnica dos doze sons, criada pelo compositor e professor alemão naturalizado brasileiro Hans-Joachim Koellreutter (1915-2005).  Um ano depois da primeira sonata, Santoro concluiu a "Sinfonia nº 1", de caráter dodecafônico mais evidente.
Em 1943, iniciou a segunda fase de sua carreira, passando a compor canções mais líricas e programáticas. Buscou a simplicidade, de forma a se comunicar mais facilmente com os ouvintes, mas sem abandonar o dodecafonismo. Nesse contexto, a sinfonia "Impressões de uma Usina de Aço", de 1943, primeiro sucesso de público, descreve o interior de uma siderúrgica, em homenagem ao desenvolvimento dessa atividade no Brasil na época. São ainda dessa fase o "Quarteto nº 1" , também de 1943, que recebeu menção honrosa no concurso da Chamber Music Guild, de Washington, e a "Sinfonia nº 2", do ano de 1945, uma das peças mais importantes do período. Nelas já aparecem os experimentos com timbres e a densidade contrapontística que marcam sua obra orquestral.
A terceira fase da obra do maestro é a fase nacionalista, iniciada pela "Sinfonia n° 3", de 1948. Essa nova etapa aconteceu pelo fato de o dodecafonismo ter sido considerado "burguês e decadente" no Congresso dos Compositores Progressistas, no qual Santoro foi delegado brasileiro. O evento ocorreu em Praga, em 1948, quando ele havia se mudado para a Europa a fim de estudar composição e regência no Conservatório de Paris. Foi uma época de polarização política em decorrência da Guerra Fria, o que fez com que os congressistas se preocupassem até mesmo sobre como a música dividia a elite da classe menos favorecida. Assim, propuseram a utilização de técnicas simples de composição, de modo a aproximar a arte das massas.
O maestro, então, afastou-se um pouco do dodecafonismo e se aproximou do nacionalismo – caminho seguido por outros compositores do Música Viva, como César Guerra-Peixe e Eunice Katunda. Entretanto, suas composições dessa fase, como a "Música para Cordas", de 1946, caracterizada por um "dodecafonismo nacionalista", a "Sonata para Trompete e Orquestra", também de 1946, que contém ritmos brasileiros, e a "Sinfonia nº 3,  que marcou definitivamente o início de seu nacionalismo em 1948, não exaltavam o folclore brasileiro, nem os recursos empregados pelos nacionalistas, influenciando-se apenas pela música soviética, com a adoção de soluções próximas às de Prokofiev, mesclando o realismo socialista a colorações brasileiras. Com isso, foi criticado pelo artificialismo de sua brasilidade, pois esta abandonava o folclore e, portanto, parecia falsa.

César Guerra Peixe, músico contemporâneo de Cláudio Santoro que também adotou o nacionalismo em suas composições.

Ao longo da década de 1960, Santoro iniciou a quarta fase de sua carreira, com o retorno à música de vanguarda sendo marcado pela "Sinfonia nº 8", de 1963. A sinfonia seguinte, a de número 9, foi composta dezenove anos depois da oitava, e era uma homenagem ao compositor alemão Johannes Brahms (1833-1897), com o resumo de todos os estilos do artista, desde o dodecafonismo até as experimentações aleatórias, passando pelo "realismo-socialista-nacionalista".

### Músicas eletrônicas associadas à pintura
Destacam-se ainda no acervo os elementos de música eletrônica associados à pintura na década de 1960. Estas foram criadas na Alemanha, quando ele participava do programa artista residente em Baden-Baden, pela Casa de Brahms, e em Berlim Ocidental (1965-1967), após ter se desligado do Departamento de Música da Universidade de Brasília (UnB) por não concordar com a demissão de professores, praticada pelo governo militar brasileiro.

Apreensão de livros e perseguição à professores na Universidade de Brasília (UnB) durante o golpe militar de 1064, razão pela qual Cláudio Santoro decidiu se desligar da fundação.

Nesse contexto, idealizou os quadros intitulados "Aleatórios", formados por uma parte auditiva, gravada em fita magnética, e outra visual, com pinturas de sua autoria. Com a aproximação do ouvinte, uma aparelhagem fotoelétrica gerava trinta  segundos de música eletroacústica. Dificuldades técnicas, contudo, impediram o prosseguimento desses experimentos.
Santoro passou, então, a empregar recursos da música aleatória e da micropolifonia em suas composições, além de explorar contrastes de densidade e novos timbres, inclusive com o uso de clusters. Com "Mutações", série de peças escritas cada qual para um instrumento solista e dois gravadores, ele trouxe inovação aos estúdios eletrônicos da Europa.

### Composições para rádio e cinema
Cláudio Santoro começou a compor canções para rádio e cinema em 1949 no Brasil, logo após retornar de seus estudos na Europa. Escreveu músicas para os filmes Agulha no Palheiro, de 1943, do diretor Alex Viany; Chamas no Cafezal, de 1955, do diretor José Carlos Burle; Escadas, de 1947, do diretor Carlos Scliar; A Estrada, de 1955, do diretor Oswaldo Sampaio; Osso, Amor e Papagaio, de 1956, dos diretores Carlos Alberto de Souza Barros e César Memolo; O Saci, de 1952, do diretor Rodolfo Nanni; A Sogra, de 1954, do produtor Mário Civelli; Fatalidade, de 1953, do diretor Jacques Maret; Mulher de Verdade, de 1954, do diretor Alberto Cavalcanti; Volta Redonda, de 1952, de Alberto Cavalcanti; e para os documentários "Cacau" e "Santa Isabel do Ivaí", de 1953, de Ruy Santos.

## Obras em ordem cronológica
| Data da composição                                | Nome da obra                                                                               | Forma de execução da obra | Código da obra    |
| 19 de setembro de 1937                            | "Quarteto Fantasia Amazonas"                                                               | Cordas | 5.13              |
| 20 de julho de 1939                               | "Quarteto em Sol"                                                                          | Cordas | 5.14              |
| De dezembro de 1939 a abril de 1940               | Sonata n° 1                                                                                | Violino e piano | 3.26              |
| 30 de maio de 1940                                | Trio                                                                                       | Clarineta, oboé e fagote | 4.07              |
| Setembro de 1940                                  | Sinfonia n° 1                                                                              | Duas orquestras de cordas | 7.39              |
| Setembro de 1940                                  | Sonata                                                                                     | Violino solo | 2.20              |
| 1941                                              | Divertimento Para Sete Instrumentos                                                        | Flauta, corne inglês, saxofone tenor, tímpano, violino, violoncelo e contrabaixo                                                 | 6.01              |
| 1941                                              | Sinfonia de Câmara                                                                         | Orquestra e dois pianos | 7.38              |
| 3 de junho de 1941                                | Sonata n° 2                                                                                | Violino e piano | 3.27              |
| 10 de julho de 1941                               | Sonata                                                                                     | Flauta e piano | 3.22              |
| 1942                                              | Adágio para cordas                                                                         | Orquestra de cordas | 7.03              |
| 1942                                              | "Quatro Epigramas"                                                                         | Flauta solo | 2.06 (1-4)        |
| 1942                                              | "Três Peças para Clarineta"                                                                | Clarineta | 2.02 (1-3)        |
| 1942                                              | "Pequena Toccata"                                                                          | Piano | 1.19              |
| 1942                                              | Quinteto de sopros                                                                         | Flauta, oboé, clarineta, fagote e trompa                                                                                         | 6.06              |
| 1942                                              | "Três Pequenos Divertimentos"                                                              | Orquestra de câmara | 7.57              |
| 21 de janeiro de 1942                             | Trio                                                                                       | Violino, viola e violoncelo | 4.10              |
| 24 de janeiro de 1942                             | "Invenções a Duas Vozes"                                                                   | Piano | 1.12              |
| 29 de janeiro de 1942                             | Sonata 1942                                                                                | Piano | 1.32              |
| 4 de setembro de 1942                             | "Sonatina a Três"                                                                          | Flauta, viola e violoncelo | 4.05              |
| De 1942 a 1943                                    | "Impressões de uma Usina de Aço" (primeira versão)                                         | Orquestra | 7.21              |
| 1943                                              | "Divertimento"                                                                             | Orquestra | 7.15              |
| 1943                                              | Sonata n° 1                                                                                | Viola e piano | 3.24              |
| 30 de janeiro de 1943                             | Quarteto n° 1                                                                              | Cordas | 5.03              |
| 27 de março de 1943                               | Sonatina                                                                                   | Oboé e piano | 3.35              |
| Abril de 1943                                     | Concerto                                                                                   | Orquestra de câmara com violino obbligato                                                                                        | 7.12              |
| 23 de maio de 1943                                | Peças para piano (primeira série) n° 4                                                     | Piano | 1.17 (4)          |
| 22 de maio de 1943                                | Peças para piano (primeira série) n° 2                                                     | Piano | 1.17 (2)          |
| 31 de julho de 1943                               | Sonata n° 1                                                                                | Violoncelo e piano | 3.31              |
| Agosto de 1943                                    | Peças para piano (primeira série) n° 1                                                     | Piano | 1.17 (1)          |
| Agosto de 1943                                    | Peças para piano (primeira série) n° 3                                                     | Piano | 1.17 (3)          |
| 1944                                              | Peça                                                                                       | Violino e piano | 3.21              |
| Maio de 1944                                      | "Música Concertante"                                                                       | Piano e orquestra | 8.28              |
| 20 de junho de 1944                               | "Música de Câmara 1944"                                                                    | Flauta, flautim, clarineta, clarone, piano, violino e violoncelo                                                                 | 6.03              |
| 15 de julho de 1944                               | A Menina Boba 4 (A Menina Exausta XII)                                                     | Voz e piano | 9.23 (4)          |
| 1945                                              | Sinfonia n° 2                                                                              | Orquestra | 7.40              |
| 1945                                              | Sonata n° 1                                                                                | Piano | 1.33              |
| Fevereiro de 1945                                 | "Variações Miniatura"                                                                      | Clarineta, violino, viola e violoncelo                                                                                           | 5.12              |
| 1 de março de 1945                                | Duo                                                                                        | Violino e fagote | 3.11              |
| Abril de 1945                                     | A Menina Boba 3 (Asa Ferida IV)                                                            | Voz e piano | 9.23 (3)          |
| Outubro de 1945                                   | Coral                                                                                      | Órgão | 2.10              |
| De 1945 a 1971                                    | "A Menina Boba 1" ("A Menina Exausta I")                                                   | Voz e piano | 9.23 (1)          |
| De 1945 a 1971                                    | A Menina Boba 2 (A Menina Exausta II)                                                      | Voz e piano | 9.23 (2)          |
| 1946                                              | Adágio                                                                                     | Violoncelo e piano | 3.02              |
| 1946                                              | "Impressões de uma Usina de Aço" (segunda versão)                                          | Orquestra | 7.22              |
| 1946                                              | "Música Concertante"                                                                       | Violino e orquestra | 8.08              |
| 1946                                              | Prelúdio n° 1 (primeira série)                                                             | Piano | 1.28 (1-5) (1)    |
| 1946                                              | "Sonatina Infantil'                                                                        | Piano | 1.40              |
| 8 de janeiro de 1946                              | Trio                                                                                       | Clarineta, trompete e violoncelo                                                                                                 | 4.08              |
| 1 de fevereiro de 1946                            | "Variações sobre uma Série Dodecafônica"                                                   | Orquestra | 7.58              |
| 6 de maio de 1946                                 | Peças para piano (segunda série) n° 1                                                      | Piano | 1.18 (1)          |
| 8 de maio de 1946                                 | Peças para piano (segunda série) n° 2                                                      | Piano | 1.18 (2)          |
| 1946                                              | Peças para piano (segunda série) n° 3                                                      | Piano | 1.18 (3)          |
| 1946                                              | Peças para Piano (segunda série) n° 4                                                      | Piano | 1.18 (4)          |
| 23 de maio de 1946                                | Peças para piano (segunda série) n° 5                                                      | Piano | 1.18 (5)          |
| 28 de maio de 1946                                | Peças para piano (segunda série) n° 6                                                      | Piano | 1.18 (6)          |
| 8 de outubro de 1946                              | Sonata [01, 02, 03]                                                                        | Trompete e piano | 3.23              |
| 1 de novembro de 1946                             | Música para Cordas 1946                                                                    | Orquestra de cordas | 7.28              |
| 17 de dezembro de 1946                            | "A Menina Boba" ("A Menina Exausta III)                                                    | Voz e piano | 9.23 (5)          |
| 28 de dezembro de 1946 a 30 de janeiro de 1947    | Quarteto n° 2                                                                              | cordas | 5.04              |
| De 1946 a 1947                                    | Prelúdio n° 2 (primeira série)                                                             | Piano | 1.28 (1-5) (2)    |
| De 1946 a janeiro de 1977                         | Trio                                                                                       | Flauta, clarineta e fagote | 4.09              |
| 1947                                              | Abertura                                                                                   | Orquestra | 7.01              |
| 1946                                              | "Balé Simples"                                                                             | Orquestra | 16.02             |
| 1946                                              | "Escadas"                                                                                  | Trilha sonora do filme homônimo                                                                                                  | 17.03             |
| 1946                                              | "Marguerite"                                                                               | Voz e piano | 9.22              |
| 1946                                              | Ode à Stalingrado                                                                          | Voz e piano | 13.07             |
| 1946                                              | Sonata n° 2                                                                                | Violoncelo e piano | 3.32              |
| De 1947 a 1948                                    | Sinfonia n° 3                                                                              | Orquestra | 7.41              |
| De 1947 a 5 de janeiro de 1948                    | Sonata n° 3                                                                                | Violino e piano | 3.28              |
| 1 de janeiro de 1948                              | Sonatina n° 1                                                                              | Piano | 1.38              |
| Janeiro de 1948                                   | Prelúdio n° 4 (primeira série) "Dança Rústica"                                             | Piano | 1.28 (1-5) (4)    |
| Março de 1948                                     | Sonata no 2                                                                                | Piano | 1.34              |
| 10 de junho de 1948                               | Prelúdio n° 3 (primeira série) "Entoando Tristemente"                                      | Piano | 1.28 (1-5) (3)    |
| 26 de junho de 1948                               | "Batucada no Morro das Duas Bicas"                                                         | Piano | 1.02              |
| 26 de julho de 1948                               | "Não Te Digo Adeus"                                                                        | Voz e piano | 9.27              |
| 1949 a 1950                                       | "Canto de Amor e Paz"                                                                      | Orquestra de cordas | 7.08              |
| Janeiro de 1950                                   | "Poema"                                                                                    | Voz e piano | 9.30              |
| Janeiro de 1950                                   | "Na Serra da Mantiqueira"                                                                  | Violino e piano | 3.20              |
| 25 de julho de 1950                               | "Dança"                                                                                    | Piano | 1.03              |
| 23 de agosto de 1950                              | Prelúdio no 5 - 1a série                                                                   | Piano | 1.28 (1-5) (5)    |
| 30 de outubro de 1950                             | Miniaturas                                                                                 | Piano | 1.13              |
| De 1950 a 1951                                    | Canções Infantis para Discos Odeon                                                         | Piano | 18.02 (01 - 12)   |
| De 1950 a 1954                                    | Música para rádio                                                                          | Vinhetas, arranjos, instrumentação e orquestrações                                                                               | 19.01 (1-300)     |
| Aproximadamente entre 1950 e outubro de 1962      | "Corais sem Palavras"                                                                      | Coro a capela SATB | 12.03 (1-3)       |
| 1951                                              | Anticocos (Suíte de balé)                                                                  | Orquestra | 7.05 e 16.01      |
| 1951                                              | Concerto n° 1                                                                              | Violino e orquestra | 8.06              |
| 1951                                              | "Sessenta Corais"                                                                          | Vozes infantis | 12.02             |
| 1951                                              | Elegia                                                                                     | Voz e piano | 9.14              |
| 1951                                              | Peças infantis                                                                             | Piano | 1.16 (1-9)        |
| 1951                                              | Sonata n° 3                                                                                | Violoncelo e piano | 3.33              |
| 1951                                              | Sonata no 4                                                                                | Violino e piano | 3.29              |
| Maio de 1951                                      | "Introdução e Dança"                                                                       | Violoncelo e piano | 3.19              |
| Maio de 1951                                      | Dança Brasileira no 1                                                                      | Piano | 1.04              |
| Maio de 1951                                      | Dança Brasileira n° 2                                                                      | Piano | 1.05              |
| De novembro de 1951 a 1952                        | Concerto n° 1                                                                              | Piano e orquestra | 8.02              |
| De 1951 a 1956                                    | Canções Infantis para Discos Carroussel                                                    | Piano e orquestra | 18.01 (1 - 16)    |
| 1952                                              | "O Saci"                                                                                   | trilha sonora do filme homônimo                                                                                                  | 7.37              |
| De 1952 a 1953                                    | "Agulha no Palheiro"                                                                       | trilha sonora do filme homônimo                                                                                                  | 17.01             |
| 1953                                              | "O Café" (Suíte de balé)                                                                   | Orquestra | 7.07 e 16.03      |
| De 1952 a 1953                                    | "Choro para Saxofone Tenor e Orquestra"                                                    | Saxofone tenor e orquestra | 8.01              |
| 1952                                              | "Entoando Tristemente"                                                                     | Orquestra | 7.17              |
| 1952                                              | "A Filha de Iório"                                                                         | Coro SATB | 20.01             |
| 1952                                              | Frevo                                                                                      | Piano | 1.09              |
| 1952                                              | Ode Fúnebre                                                                                | Orquestra | 7.30              |
| 1952                                              | Paulistanas                                                                                | Piano | 1.15 (1-7)        |
| 1952                                              | Sinfonia n°4 (da Paz)                                                                      | orquestra | 7.42              |
| Janeiro de 1953                                   | "Canção da Fuga Impossível"                                                                | Voz e piano | 9.07              |
| Janeiro de 1953                                   | "Irremediável Canção"                                                                      | Voz e piano | 9.18              |
| Janeiro de 1953                                   | "Coral da Paz"                                                                             | Coro a capela | 12.12             |
| 23 de novembro de 1953                            | Ponteio                                                                                    | Orquestra de cordas | 7.33              |
| De 1953 a março de 1954                           | Quarteto n° 3                                                                              | Cordas | 5.05              |
| 1954                                              | "A Sogra" trilha sonora do filme homônimo                                                  | 17.07 |                   |
| Março de 1954                                     | "O Alegre Dia Vai Nascer"                                                                  | Orquestra | 7.04              |
| 18 de outubro de 1954                             | Toccata (1a versão)                                                                        | Piano | 1.41              |
| De 15 de novembro de 1954 a 10 de maio de 1955    | "Brasiliana"                                                                               | Orquestra | 7.06              |
| De 1954 a 1955                                    | "Zé Brasil"                                                                                | Ópera para marionetes | 14.03             |
| 1955                                              | "A Formiguinha"                                                                            | Vozes infantis e piano | 12.04             |
| 1955                                              | "A Rosa Brigou com o Cravo"                                                                | Vozes infantis e piano | 12.09             |
| 1955                                              | Sinfonia n° 5                                                                              | Orquestra | 7.43              |
| 1955                                              | Sonata n° 3                                                                                | Piano | 1.35              |
| De 1955 a 1956                                    | "Chamas no Cafezal"                                                                        | trilha sonora do filme homônimo                                                                                                  | 17.02             |
| De 1955 a 1956                                    | "A Estrada"                                                                                | trilha sonora do filme homônimo                                                                                                  | 17.04             |
| 1956                                              | "A uma Mulher"                                                                             | Voz e piano | 9.01              |
| 1956                                              | Levavas a Madrugada                                                                        | Voz e piano | 9.19              |
| 1956                                              | "Meu Destino"                                                                              | Voz e piano | 9.25              |
| Maio de 1956                                      | Quarteto n° 4                                                                              | Cordas | 5.06              |
| De 1956 a 1957                                    | "Osso, Amore Papagaio"                                                                     | Trilha sonora do filme homônimo                                                                                                  | 17.05             |
| 1957                                              | "Chanson de la Liberté"                                                                    | Voz e piano | 9.11              |
| 10 de maio de 1957                                | Prelúdio n° 1 (segunda série do primeiro caderno)                                          | Piano | 1.29 (1-12) (1)   |
| 16 de maio de 1957                                | Prelúdio n° 2 (segunda série do primeiro caderno)                                          | Piano | 1.29 (1-12) (2)   |
| 20 de maio de 1957                                | Prelúdio n° 3 "Tes yeux"                                                                   | Piano | 1.20              |
| 20 de maio de 1957                                | Três Canções Populares n° 2 ("Amor em lágrimas")                                           | Voz e piano | 9.34 (1-3) (2)    |
| Maio de 1957                                      | Prelúdio n° 4 "Toada"                                                                      | Piano | 1.21              |
| 15 de outubro de 1957                             | Canção (sem texto)                                                                         | Voz e piano | 9.03              |
| De 19 de outubro de 1957 a 12 de dezembro de 1957 | Quarteto n° 5                                                                              | cordas | 5.07              |
| 22 de outubro de 1957                             | Três Canções Populares n° 3 ("Cantiga do ausente")                                         | Voz e piano | 9.34 (1-3) (3)    |
| 24 de outubro de 1957                             | Canção (sem texto)                                                                         | Voz e piano | 9.04              |
| 31 de outubro de 1957                             | Canção de Amor n° 5 (primeira série) "Amor que partiu"                                     | Voz e piano | 9.08 (1-5) (5)    |
| Novembro de 1957                                  | Sonata n° 4 (Fantasia)                                                                     | Piano | 1.36              |
| 2 de dezembro de 1957                             | "La Nuit N’est Jamais Complète                                                             | Voz e piano | 9.29              |
| 21 de dezembro de 1957                            | Canção de Amor n°1 (segunda série) "Jardim noturno"                                        | Voz e piano | 9.09 (1-5) (1)    |
| De 1957 a 1958                                    | Canção de Amor n° 4 (segunda série) "Em algum lugar"                                       | Voz e piano | 9.09 (1-5) (4)    |
| De 1957 a 1958                                    | Sinfonia n° 6                                                                              | Orquestra | 7.44              |
| 1958                                              | "Abertura Trágica"                                                                         | Orquestra | 7.02              |
| 1958                                              | Canção de Amor n° 5 (segunda série) "A mais dolorosa das estórias"                         | Voz e piano | 9.09 (1-5) (5)    |
| 1958                                              | "O Cavalinho de Pau"                                                                       | Voz e piano | 9.10              |
| 1958                                              | Concerto n° 2                                                                              | Violino e orquestra | 8.07              |
| 1958                                              | Concerto n° 2                                                                              | Piano e orquestra | 8.03              |
| De 1958 a abril de 1959                           | Icamiabas (Suíte de balé)                                                                  | Orquestra | 7.20 e 16.05      |
| De 1958 a abril de 1959                           | La Prière Du Maechand De Sable                                                             | Voz e piano | 9.31              |
| De 1958 a abril de 1959                           | O Trem                                                                                     | Piano | 1.43              |
| De 1958 a abril de 1959                           | Três Canções Populares n° 1 ("Luar de meu bem")                                            | voz e piano | 9.34 (1-3) (1)    |
| De 1958 a abril de 1959                           | Volar Y Volar                                                                              | Voz e piano | 9.37              |
| Março de 1958                                     | Prelúdio n° 3 (segunda série do primeiro caderno)                                          | Piano | 1.29 (1-12) (3)   |
| Maio de 1958                                      | Canção de Amor n° 1 (primeira série) "Ouve o Silêncio"                                     | Voz e piano | 9.08 (1-5) (1)    |
| 12 de junho de 1958                               | Prelúdio n° 5 (ssgunda série do primeiro caderno)                                          | piano | 1.29 (1-12) (5)   |
| 21 de julho de 1958                               | Prelúdio n° 4 (segunda série do primeiro caderno)                                          | Piano | 1.29 (1-12) (4)   |
| 4 de agosto de 1958                               | Berceuse                                                                                   | Voz e piano | 9.02              |
| 4 de agosto de 1958                               | Chanson De La Melancholie                                                                  | Voz e piano | 9.12              |
| Setembro de 1958                                  | Canção de Amor n° 3 (primeira série) "Bem pior que a morte"                                | Voz e piano | 9.08 (1-5) (3)    |
| 14 de dezembro de 1958                            | Prelúdio n° 6 (segunda série do primeiro caderno)                                          | Piano | 1.29 (1-12) (6)   |
| Dezembro de 1958                                  | Canção de Amor n° 2 (primeira série) "Acalanto da rosa"                                    | Voz e piano | 9.08 (1-5) (2)    |
| Dezembro de 1958                                  | Prelúdio n° 9                                                                              | Piano | 1.22              |
| Entre 1958 e 1963                                 | Sonata n° 5                                                                                | violino e piano | 3.30              |
| De 1958 a 1960                                    | Canção de Amor n° 4 (primeira série) "Balada da flor da terra"                             | Voz e piano | 9.08 (1-5) (4)    |
| 1959                                              | Chanson Du Marron                                                                          | Voz e piano | 9.13              |
| 1959                                              | Recitativo e Variações                                                                     | Flauta, oboé, fagote, trompa, piano e cordas                                                                                     | 7.36              |
| Março de 1959                                     | Estudo n° 1                                                                                | Piano | 1.06              |
| 4 de março de 1959                                | Prelúdio n° 7 (segunda série do segundo caderno)                                           | Piano | 1.29 (1-12) (7)   |
| 18 de abril de 1959                               | Toada Triste                                                                               | Orquestra de cordas | 7.54              |
| 23 de abril de 1959                               | Prelúdio n° 14 (segunda série do segundo caderno)                                          | Piano | 1.29 (13-21) (14) |
| 25 de abril de 1959                               | Prelúdio n° 15 (segunda série do segundo caderno)                                          | Piano | 1.29 (13-21) (15) |
| De abril de 1959 a maio de 1960                   | Canção de Amor n° 2 (segunda série) "Pregão da saudade"                                    | Voz e piano | 9.09 (1-5) (2)    |
| De abril de 1959 a 1960                           | Canção de Amor n° 3 (segunda série) "Alma perdida"                                         | Voz e piano | 9.09 (1-5) (3)    |
| 1959/60                                           | Sinfonia n° 7                                                                              | Orquestra | 7.45              |
| 1959-60/24 de dezembro de 1980                    | Fantasia para Violino e Orquestra                                                          | Violino e orquestra | 8.11              |
| 1960                                              | Meu Amor me Disse Adeus                                                                    | Voz e piano | 9.24              |
| 24 de fevereiro de 1960                           | Concerto no 3                                                                              | Piano e orquestra | 8.04              |
| 5 de março de 1960                                | Estudo no 2                                                                                | Piano | 1.07              |
| 18 de março de 1960                               | Prelúdio no 8 (2a série - 1o caderno)                                                      | Piano | 1.29 (1-12) (8)   |
| 16 de junho de 1960                               | No Meio-Fio da Rua                                                                         | Voz e piano | 9.28              |
| 22 de junho de 1960                               | Peça                                                                                       | Duas flautas doces, piano ou violoncelo ou contrabaixo                                                                           | 4.04              |
| 17 de julho de 1960                               | Prelúdio no 9 (2a série - 1o caderno)                                                      | Piano | 1.29 (1-12) (9)   |
| 1960/70                                           | Intrata Per Orchestra                                                                      | Orquestra | 7.25              |
| 1961                                              | Canção                                                                                     | Voz e piano | 9.05              |
| 1961                                              | Tu Vais ao Mar                                                                             | Voz e piano | 9.36              |
| Outubro de 1961                                   | Concerto no 1                                                                              | Violoncelo e orquestra | 8.09              |
| 1961/62                                           | Berlim, 13 de Agosto                                                                       | Oratório | 13.05             |
| 1962                                              | Brincadeira a Quatro Mãos                                                                  | Piano a quatro mãos | 3.04              |
| 1962                                              | Prelúdios                                                                                  | Orquestra | 7.35              |
| 1963                                              | Prelúdio no 13 (2a série - 2o caderno)                                                     | Piano | 1.29 (13-21) (13) |
| 22 de janeiro de 1963                             | Introdução e Allegro                                                                       | Orquestra de cordas | 7.26              |
| 3 de fevereiro de 1963                            | Prelúdio no 16 (2a série - 2o caderno)                                                     | Piano | 1.29 (13-21) (16) |
| 8 de fevereiro de 1963                            | Prelúdio no 17                                                                             | Piano | 1.23              |
| 13 de fevereiro de 1963                           | Prelúdio no 17 (2a série - 2o caderno)                                                     | Piano | 1.29 (13-21) (17) |
| Fevereiro de 1963                                 | Prelúdio no 18 (2a série - 2o caderno)                                                     | Piano | 1.29 (13-21) (18) |
| 21 de março de 1963                               | Prelúdio no 11 (2a série) Berceuse                                                         | Piano | 1.29 (1-12) (11)  |
| 24 de março de 1963                               | Prelúdio no 12 (2a série)                                                                  | Piano | 1.29 (1-12) (12)  |
| 30 de agosto de 1963                              | Prelúdio no 19 (2a série - 2o caderno)                                                     | Piano | 1.29 (13-21) (19) |
| 1 de setembro de 1963                             | Prelúdio no 20 (2a série - 2o caderno)                                                     | Piano | 1.29 (13-21) (20) |
| 1 de setembro de1963                              | Prelúdio no 21 (2a série - 2o caderno)                                                     | Piano | 1.29 (13-21) (21) |
| 24 de setembro de 1963                            | Prelúdio no 10 (2a série)                                                                  | Piano | 1.29 (1-12) (10)  |
| Entre outubro de 1963 e 5 de dezembro de 1963     | Sonata no 4                                                                                | Violoncelo e piano | 3.34              |
| 1963                                              | Sinfonia no 8                                                                              | Orquestra | 7.46              |
| 3 de janeiro de 1964                              | Sonatina no 2                                                                              | Piano | 1.39              |
| Entre 11 de outubro de 1963 e 25 de abril de 1964 | Quarteto no 6 cordas                                                                       | Cordas | 5.08              |
| 8 de julho de 1964                                | Cinco Esboços para Orquestra                                                               | Orquestra | 7.09              |
| 1965                                              | Adágio                                                                                     | Viola e piano | 3.01              |
| 7 de dezembro de 1965                             | Quarteto no 7                                                                              | Cordas | 5.09              |
| 1966                                              | Canção                                                                                     | Voz e piano | 9.06              |
| 1966                                              | Espaços para Viola e Piano                                                                 | Viola e piano | 3.17              |
| 9 de outubro de 1966                              | Agrupamento a Dez                                                                          | Voz, sopros, cordas e percussão                                                                                                  | 11.01             |
| 15 de outubro de 1966                             | Diagramas Cíclicos                                                                         | Piano e percussão | 3.05              |
| 10 de novembro de 1966                            | Eu Não Sei                                                                                 | Voz e piano | 9.15              |
| 24 de novembro de 1966                            | Três Abstrações                                                                            | Orquestra de cordas | 7.55              |
| 1966/1967                                         | Aleatórios I, II e III                                                                     | Peças audiovisuais/fita magnética                                                                                                | 15.01             |
| 1966/1967                                         | One Minute Play                                                                            | Orquestra de cordas | 7.31              |
| 22 de março de 1967                               | In Tele Tonus Visionen                                                                     | Orquestra | 7.23              |
| 5 de julho de 1967                                | Intermitências I (aleatória)                                                               | Piano | 1.11              |
| 5 de agosto de 1967                               | Intermitências II                                                                          | Piano e orquestra | 8.26              |
| 1968                                              | Intermitências III                                                                         | Piano e orquestra | 8.27              |
| Dezembro de 1968                                  | Mutationen I                                                                               | Cravo e fita magnética | 15.06             |
| 10 agosto de 1969                                 | Mutationen II                                                                              | Violoncelo e fita magnética | 15.07             |
| Setembro de 1969                                  | Interações Assintóticas                                                                    | Orquestra | 7.24              |
| 1970                                              | Mutationen III                                                                             | Piano e fita magnética | 15.08             |
| Setembro de 1970                                  | Antistruktur                                                                               | Harpa e violoncelo | 3.03              |
| 1971                                              | Cantata Elegíaca                                                                           | Dois coros e orquestra | 13.01             |
| 1971/72                                           | Mutationen IV                                                                              | Viola e fita magnética | 15.09             |
| 1972                                              | Divertimento para um Público Jovem e Orquestra                                             | Orquestra ad libitum | 7.16              |
| 1972                                              | Mutationen V                                                                               | Violino e fita magnética | 15.10             |
| 1972                                              | Mutationen VI                                                                              | Violino e fita magnética | 15.11             |
| 12 de setembro de 1972                            | Duo I                                                                                      | Dois pianos | 3.08              |
| 1972/75                                           | Struktur Von Zement Und Eisen                                                              | quarteto vocal SATB e piano | 15.19             |
| 1973                                              | Mutationen VII                                                                             | Quarteto de cordas ou qualquer combinação das Mutationen II, IV, e VI                                                            | 5.01              |
| 1973                                              | Mutationen VII                                                                             | Quarteto de cordas ou qualquer combinação das Mutationen II, IV, e VI com fita magnética                                         | 15.12             |
| 1973                                              | Mutationen IX (aleatória)                                                                  | Vozes, objetos e/ou instrumentos indeterminados                                                                                  | 12.08             |
| 1973                                              | Ciclo Brecht no 1 "Von Ertrunkenen Mädchen"                                                | Quarteto vocal SATB e piano | 12.10             |
| 14 de março de 1973                               | Trio                                                                                       | Violino, violoncelo e piano | 4.11              |
| Dezembro de 1973                                  | Impuls - Koordination - Wechselbeziehung (tradução: "Impulso - Coordenação e Correlações") | Coro a capela | 12.11             |
| 1974                                              | Liebes Lied (do Ciclo Brecht)                                                              | Voz e piano | 9.20              |
| 1974/75                                           | Ciclo Brecht no 1 "Von den verführten Mädchen" (no 1 do Ciclo Brecht)                      | Uma voz livre, duas gravadas e fita magnética com sons de sintetizador                                                           | 15.03 (1-5) (1)   |
| 1974/75                                           | Ciclo Brecht no 2 "Sonet der emigration" (no 2 do Ciclo Brecht)                            | Voz e fita magnética | 15.03 (1-5) (2)   |
| 1974/75                                           | Ciclo Brecht no 3 "Liturgie von Hauch"(no 3 do Ciclo Brecht)                               | Voz manipulada, cantada, falada e transformada por sintetizador e duas fitas magnéticas (quatro canais) com sons de sintetizador | 15.03 (1-5) (3)   |
| 1974/75                                           | Ciclo Brecht no 4 "Liebes lied"                                                            | Voz, piano e sintetizadores | 15.03 (1-5) (4)   |
| 1974/75                                           | Ciclo Brecht no 5 "Lied von der Wolke der Nacht, Das"                                      | Voz e fita magnética | 15.03 (1-5) (5)   |
| 1974/75                                           | Lied Von Der Wolke Den Nacht Das (do Ciclo Brecht)                                         | Voz e piano | 9.21              |
| 1975                                              | Mutationen VIII                                                                            | Quarteto de cordas e piano | 5.02              |
| 1975                                              | Mutationen VIII                                                                            | Quarteto de cordas e piano | 6.04              |
| 1975                                              | Mutationen VIII                                                                            | Quarteto de cordas, piano e fita magnética - combinação das Mutationen II, V, VI                                                 | 15.13             |
| 1975                                              | Nur Eines Wird Verboten Bleiben: Lieben Ohne Liebe                                         | Voz recitada e sons de sintetizador                                                                                              | 15.17             |
| 1975                                              | Poemas                                                                                     | Voz recitada com manipulação | 15.18             |
| 19 de agosto de 1975                              | Quatro Trombones Barrocos                                                                  | Quatro trombones | 5.11              |
| 14 de setembro de 1975                            | Drei Klarinette Spielen Fleissig                                                           | Três clarinetas | 4.02              |
| 1976                                              | Bodas sem Fígaro                                                                           | Flauta, piccolo, clarineta em si bemol, piano, violino, viola, violoncelo, contrabaixo e sintetizadores                          | 15.02             |
| 1976                                              | Diálogo de Amor Entre um Gongo e um Chocalho                                               | Gongo, chocalho e fita magnética                                                                                                 | 15.04             |
| 1976                                              | Duo                                                                                        | Clarineta e orquestra de cordas                                                                                                  | 8.10              |
| 1976                                              | Estudo                                                                                     | fita magnética (três versões) | 15.05             |
| 1976                                              | Mutationen X                                                                               | Oboé e fita magnética | 15.14             |
| 1976                                              | Mutationen XI                                                                              | Contrabaixo e fita magnética | 15.15             |
| 1976                                              | Mutationen XII                                                                             | Violinos, viola, violoncelo e contrabaixo                                                                                        | 6.05              |
| 1976                                              | Mutationen XII                                                                             | Orquestra de cordas | 7.29              |
| 1976                                              | Mutationen XII                                                                             | Quinteto de cordas (ou orquestra de cordas) e fita magnética                                                                     | 15.16             |
| 26 de fevereiro de 1976                           | Mutationen X                                                                               | Oboé solo | 2.09              |
| 7 de novembro de 1976                             | Balada                                                                                     | Piano | 1.01              |
| 8 de novembro de 1976                             | Duo                                                                                        | Clarineta e piano | 3.06              |
| 1977                                              | Prelúdios (Homenagem a Couperin)                                                           | Cravo | 2.04 (1-6)        |
| 9 de março de 1977                                | Madrigalen                                                                                 | Coro a capela SATB | 12.07 (1-3)       |
| 27 de setembro de 1978                            | Ave Maria                                                                                  | Coro a capela SATB | 12.01             |
| 1979                                              | Aus Den Sonetten An Orpheus (cantata no 2)                                                 | Tenor solo, coro misto, orquestra de cordas; ou conjunto de sopros, cordas, tenor ou soprano                                     | 13.02             |
| 1979                                              | Frevo                                                                                      | Dois pianos | 3.18              |
| 28 de fevereiro de 1979                           | Pequena Abertura Universitária                                                             | Orquestra | 7.32              |
| 1980                                              | Fantasia                                                                                   | Violino e orquestra | 8.11              |
| 1980                                              | Quarteto de Sopros                                                                         | Oboé, clarineta, fagote e trompa                                                                                                 | 5.10              |
| 24 de fevereiro de 1980                           | Concerto Grosso                                                                            | Quarteto de cordas e orquestra de cordas                                                                                         | 7.10              |
| Julho de 1980                                     | Hino do Amazonas                                                                           | Voz e piano | 9.17              |
| 1981                                              | Mini Concerto Grosso                                                                       | orquestra de cordas na primeira posição                                                                                          | 7.27              |
| 26 de março de 1981                               | Verborgenheit                                                                              | Cantata para tenor solo e orquestra                                                                                              | 13.03             |
| 16 de maio de 1981                                | Elegia I                                                                                   | Violino e piano | 3.14              |
| 1982                                              | Duo                                                                                        | Violino e violoncelo | 3.13              |
| 1982                                              | Paródia                                                                                    | Voz, viola e outros instrumentos ad libitum (piano e percussão)                                                                  | 14.02             |
| Abril de 1982                                     | Duo II "Sonoras"                                                                           | Dois pianos | 3.09              |
| Abril de 1982                                     | Quatro Canções da Madrugada                                                                | Voz e piano | 9.32 (1-4)        |
| 5 de abril de 1982                                | Breve Serenata                                                                             | Voz e piano | 9.32 (2)          |
| 5 de abril de 1982                                | Improviso                                                                                  | Voz e piano | 9.32 (3)          |
| 6 de abril de 1982                                | Noturno no 1                                                                               | Voz e piano | 9.32 (4)          |
| 7 de abril de 1982                                | Aspiração                                                                                  | Voz e piano | 9.32 (1)          |
| 23 de abril de 1982                               | Encantamento                                                                               | Violoncelo e piano | 3.16              |
| 28 de maio de 1982                                | Duo                                                                                        | Trompa e piano | 3.10              |
| 14 de junho de 1982                               | Jungfern Tränen                                                                            | Coro a capela SATB | 12.06             |
| Julho de 1982                                     | Sinfonia no 9                                                                              | Orquestra | 7.47              |
| 7 de julho de 1982                                | Prelúdios                                                                                  | Violão | 2.18 (1-2)        |
| 15 de julho de 1982                               | Estudo no 1                                                                                | Violão | 2.16              |
| 7 de agosto de 1982                               | Sonata no 2                                                                                | Viola e piano | 3.25              |
| 28 de agosto de 1982                              | Duo                                                                                        | Fagote e piano | 3.07              |
| 3 de setembro de 1982                             | Duo                                                                                        | Violino e viola | 3.12              |
| 21 de novembro de 1982                            | Frevo                                                                                      | Orquestra | 7.19              |
| 30 de novembro de 1982                            | Sinfonia no 10                                                                             | Orquestra | 7.48              |
| 1983                                              | Náiades                                                                                    | Voz e piano | 9.26              |
| 18 de janeiro de 1983                             | Kleine Fanfarre                                                                            | Três trompas, tímpano e órgão | 6.02              |
| 10 de fevereiro de 1983                           | Missa a Seis Vozes                                                                         | Coral | 13.04             |
| 10 de fevereiro de 1983                           | Prelúdio (do Ofertório de Missa 13.04)                                                     | Orquestra de cordas | 7.34              |
| 27 de março de 1983                               | Fantasia Sul América                                                                       | Flauta | 2.07              |
| 28 de março de 1983                               | Fantasia Sul América                                                                       | Clarineta | 2.01              |
| 28 de março de 1983                               | Fantasia Sul América                                                                       | Fagote | 2.05              |
| 28 de março de 1983                               | Fantasia Sul América                                                                       | Oboé | 2.08              |
| 28 de março de 1983                               | Fantasia Sul América                                                                       | Violino | 2.19              |
| 31 de março de 1983                               | Fantasia Sul América                                                                       | Violoncelo | 2.21              |
| 2 de abril de 1983                                | Fantasia Sul América                                                                       | Viola | 2.15              |
| 10 de abril de 1983                               | Fantasia Sul América                                                                       | Piano | 1.08              |
| 15 de abril de 1983                               | Fantasia Sul América                                                                       | Trombone | 2.11              |
| 18 de abril de 1983                               | Fantasia Sul América                                                                       | Trompete em dó | 2.13              |
| 21 de abril de 1983                               | Fantasia Sul América                                                                       | Vocalise e piano | 9.16              |
| 23 de abril de 1983                               | Fantasia Sul América                                                                       | Trompa | 2.12              |
| Abril de 1983                                     | Fantasia Sul América                                                                       | Violão | 2.17              |
| Maio de 1983                                      | Fantasia Sul América                                                                       | Contrabaixo | 2.03              |
| 22 de maio de 1983                                | Fantasia Sul América                                                                       | Tuba | 2.14              |
| 31 de maio de 1983                                | Fantasia Concertante Sul América                                                           | Piano e orquestra | 7.18              |
| 31 de maio de 1983                                | Fantasia Sul América                                                                       | Clarineta e orquestra | 8.12              |
| 31 de maio de 1983                                | Fantasia Sul América                                                                       | Contrabaixo e orquestra | 8.13              |
| 31 de maio de 1983                                | Fantasia Sul América                                                                       | Fagote e orquestra | 8.14              |
| 31 de maio de 1983                                | Fantasia Sul América                                                                       | Flauta e orquestra | 8.15              |
| 31 de maio de 1983                                | Fantasia Sul América                                                                       | Oboé e orquestra | 8.16              |
| 31 de maio de 1983                                | Fantasia Sul América                                                                       | Piano e orquestra | 8.17              |
| 31 de maio de 1983                                | Fantasia Sul América                                                                       | Trombone e orquestra | 8.18              |
| 31 de maio de 1983                                | Fantasia Sul América                                                                       | Trompa e orquestra | 8.19              |
| 31 de maio de 1983                                | Fantasia Sul América                                                                       | Trompete em dó e orquestra | 8.20              |
| 31 de maio de 1983                                | Fantasia Sul América                                                                       | Tuba e orquestra | 8.21              |
| 31 de maio de 1983                                | Fantasia Sul América                                                                       | Viola e orquestra | 8.22              |
| 31 de maio de 1983                                | Fantasia Sul América                                                                       | Violão e orquestra | 8.23              |
| 31 de maio de 1983                                | Fantasia Sul América                                                                       | Violino e orquestra | 8.24              |
| 31 de maio de 1983                                | Fantasia Sul América                                                                       | Violoncelo e orquestra | 8.25              |
| 31 de maio de 1983                                | FantasiaSul América                                                                        | Voz e orquestra | 11.03             |
| 4 de setembro de 1983                             | Suíte para Violoncelo                                                                      | Violoncelo | 2.22 (1)          |
| 12 de outubro de 1983                             | Prelúdio no 26 piano                                                                       | Piano | 1.24              |
| Entre 1983 e outubro de 1985                      | Improviso a Três                                                                           | Flauta, viola e violão | 4.03              |
| 1984                                              | Noturno                                                                                    | Piano | 1.14              |
| 1984                                              | Toccata (segunda versão)                                                                   | Piano | 1.42              |
| 13 de março de 1984                               | Estatutos do Homem                                                                         | Oratório | 13.06             |
| 13 de junho de 1984                               | Sinfonia no 11                                                                             | Orquestra | 7.49              |
| 16 de junho de 1984                               | Brifa Dialética dos Estilos                                                                | Flauta, viola e violão | 4.01              |
| 26 de junho de 1984                               | Der Fischer                                                                                | Voz e órgão | 10.02             |
| 26 de junho de 1984                               | Der Fischer                                                                                | Voz, harpa e orquestra de cordas                                                                                                 | 11.04             |
| 14 de julho de 1984                               | Prelúdio no 27                                                                             | Piano | 1.25              |
| 31 de julho de 1984                               | Prelúdio no 28                                                                             | Piano | 1.26              |
| 23 de novembro de 1984                            | Transições para um Encontro de Três Fantasias                                              | Clarinete, oboé e fagote | 4.06              |
| 24 de janeiro de 1985                             | Alma                                                                                       | Ópera | 14.01             |
| 19 de abril de 1985                               | Tríptico (Vigília)                                                                         | Voz e piano | 9.35 (1-3) (1)    |
| 21 de abril de 1985                               | Tríptico (Fragmento para um réquiem)                                                       | Voz e piano | 9.35 (1-3) (2)    |
| 21 de abril de 1985                               | Tríptico (O Amante)                                                                        | Voz e piano | 9.35 (1-3) (3)    |
| 11 de outubro de 1985                             | Três Fragmentos sobre Bach                                                                 | Orquestra de cordas | 7.56              |
| 1986                                              | Elegia II                                                                                  | Violino e piano | 3.15              |
| 1986                                              | Suíte para Violoncelo                                                                      | Violoncelo | 2.22 (2)          |
| 1986                                              | Suíte Brasília Ano I                                                                       | Orquestra, solo e duo de instrumentos                                                                                            | 7.53 (1-8)        |
| 1986                                              | Abertura                                                                                   | Orquestra | 7.53 (1-8) (1)    |
| 1986                                              | Catetinho                                                                                  | Flauta solo | 7.53 (1-8) (2)    |
| 1986                                              | Palácio da Alvorada                                                                        | Orquestra | 7.53 (1-8) (4)    |
| 1986                                              | Lago Paranoá                                                                               | Harpa e violino | 7.53 (1-8) (5)    |
| 1986                                              | Teatro Nacional                                                                            | Orquestra | 7.53 (1-8) (7)    |
| 1986                                              | Finale                                                                                     | Orquestra | 7.53 (1-8) (8)    |
| 3 de abril de 1986                                | Catedral                                                                                   | Órgão | 7.53 (1-8) (3)    |
| 3 de abril de 1986                                | Réquiem para JK                                                                            | Soprano, barítono, coro misto e orquestra                                                                                        | 13.08             |
| Junho de 1986                                     | Gazela Frêmito                                                                             | Coro a capela | 12.05             |
| 14 de junho de 1986                               | Serenata                                                                                   | Piano | 1.31              |
| 14 de junho de 1986                               | Crepúsculo                                                                                 | Piano solo | 7.53 (1-8) (6)    |
| 23 de julho de 1986                               | Diagramas Cíclicos                                                                         | Orquestra | 7.59              |
| 1987                                              | Sinfonia no 12                                                                             | Orquestra | 7.50              |
| 26 de junho de 1987                               | Duo                                                                                        | Voz e viola | 10.01             |
| Junho de 1987                                     | Sambinha                                                                                   | Piano | 1.30              |
| 12 de julho de 1987                               | Fantasia para Voz, Violino e Piano                                                         | Voz, violino e piano | 11.02             |
| 1988                                              | Sinfonia no 13                                                                             | Orquestra | 7.51              |
| 19 de maio de 1988                                | Concerto no 1                                                                              | Viola e orquestra | 8.05              |
| 29 de junho de 1988                               | Suítepara Violoncelo                                                                       | Violoncelo | 2.22 (3)          |
| 30 de junho de 1988                               | O Soldado n° 1 (A Colina)                                                                  | Voz e piano | 9.33 (1-9) (1)    |
| 2 de julho de 1988                                | O Soldado n° 2 (O Soldado Menino de Ontem)                                                 | Voz e piano | 9.33 (1-9) (2)    |
| 2 de julho de 1988                                | O Soldado n° 3 (O Soldado Recruta)                                                         | Voz e piano | 9.33 (1-9) (3)    |
| 3 de julho de1988                                 | O Soldado n° 4 (O Soldado do Amor)                                                         | Voz e piano | 9.33 (1-9) (4)    |
| 4 de julho de 1988                                | O Soldado n° 5 (O Soldado do Fogo)                                                         | Voz e piano | 9.33 (1-9) (5)    |
| 5 de julho de 1988                                | O Soldado n° 6 (O Soldado Guardião dos Caminhos)                                           | Voz e piano | 9.33 (1-9) (6)    |
| 8 de julho de 1988                                | O Soldado n° 7 (O Soldado Obediente)                                                       | Voz e piano | 9.33 (1-9) (7)    |
| Julho de 1988                                     | O Soldado n° 8 (Soldado Inválido)                                                          | Voz e piano | 9.33 (1-9) (8)    |
| 8 de julho de 1988                                | O Soldado n° 9 (O Soldado Nu)                                                              | Voz e piano | 9.33 (1-9) (9)    |
| 25 de julho de 1988                               | Concerto para Orquestra de Câmara                                                          | Cordas | 7.11              |
| Setembro de 1988                                  | Sonata no 5                                                                                | Piano | 1.37              |
| 6 de outubro de 1988                              | O Soldado no 1, "A colina"                                                                 | Voz e orquestra de câmara | 11.05             |
| 6 de outubro de 1988                              | O Soldado no 2, "O soldado menino de ontem"                                                | Voz e orquestra de câmara | 11.06             |
| Janeiro de 1989                                   | Prelúdio no 29                                                                             | Piano | 1.27              |
| 18 de janeiro de 1989                             | Sinfonia no 14                                                                             | Orquestra | 7.52              |
| 8 de fevereiro de 1989                            | Wandereres Nachtlied                                                                       | Voz e piano | 9.38              |
| Sem data                                          | Imitando Chopin                                                                            | Piano | 1.10              |

## Prêmios
O acervo musical de Cláudio Santoro recebeu dezenas de prêmios, principalmente pelas composições para rádio e cinema. As honrarias incluem também os prêmios Lili Boulanger e Berkshire Music Center, ambos de Boston, Estados Unidos.